# Performance Rating
Performance Rating (PR) je systém vyvinutý AMD v 90. letech a slouží pro porovnávání jejich x86 procesorů s jejich rivaly od Intelu. Tento systém později používal i Cyrix u svých procesorů 6x86 a Cyrix 6x86MX. Později AMD jeho používání oživilo u procesorů Athlon XP.